# Guillermo Hilversum
Guillermo Hilversum (Rotterdam, 29 oktober 1991) is een Nederlands acteur en danser. Hij is bekend van de jeugd-soapserie SpangaS als Tinco Benoit, die hij van 2011- 2016 speelde.

## Televisie
- SpangaS in actie (2015) - Tinco Benoit
- SpangaS (2011-2016) - Tinco Benoit
- Tolemord (2002)
- Biobits (2007)
- Thuis in Nederland (2 afleveringen)
- A Fearless Life

## Theater
- Happy to be Nappy (2002)
- Orpheus, Mijn idool (2006)
- Strijd Om Troje (2007)
- Hamlet (2008)
- Utopia (2008)
- Slapen met je Buren (2008)
- Nachtparade, theatergroep DOX (2013)
- Famous, Hofplein (2014)
- Boy 7 Live on Stage - Louis (2015)
- Kinky Boots - Simon Sr (2020-2021)